# Spezialpreis der Internationalen Jury für den Besten Kurzfilm in der Sektion Kplus
Der Spezialpreis der Internationalen Jury für den Besten Kurzfilm in der Sektion Kplus wird seit dem Jahr 2000 jährlich auf der Berlinale von einer internationalen Fachjury verliehen. Er wird vom Deutschen Kinderhilfswerk gestiftet und ist mit einem Preisgeld von 2.500 Euro versehen.

## Geschichte
Seit dem Jahr 2000 ist das Deutsche Kinderhilfswerk Partner und Preisstifter des Wettbewerbs Generation Kplus.
Bis einschließlich 2012 lautete die Bezeichnung für den Preis Spezialpreis des Deutschen Kinderhilfswerks, seitdem Spezialpreis der Internationalen Jury für den Besten Kurzfilm in der Sektion Kplus.

## Jurys und preisgekrönte Filme

### 2000er Jahre
- 2002
  - Jurymitglieder: Ulrike Beckmann, Gisli Snær Erlingsson, Ram Atar Jalan, Aage Reis Nordentoft, Liliana Sulzbach[2]
  - Spezialpreis des Deutschen Kinderhilfswerks: Ballett ist ausgefallen – Regie: Anne Wild[3]
  - Lobende Erwähnung: Delivery Day – Regie: Jane Manning
- 2003
  - Jurymitglieder: Lars Berg, Ricardo Casas, Martin Duffy, Christina Schindler, Gaurav Seth[4]
  - Spezialpreis des Deutschen Kinderhilfswerks: Le Trop Petit Prince – Regie: Zoia Trofimova[5]
  - Lobende Erwähnung: Houdinis Hund – Regie: Sara Johnsen
- 2004
  - Jurymitglieder: Pia Bovin, Fabia Bettini, Hermine Huntgeburth, Nicole Salomon und Klaus Härö[6]
  - Spezialpreis des Deutschen Kinderhilfswerks: Lucia – Regie: Felix Gönnert[7]
  - Lobende Erwähnungen: Lille far – Regie: Michael W. Horsten und Cracker Bag – Regie: Glendyn Ivin
- 2005
  - Jurymitglieder: Gunvor Bjerre, Dieter Bongartz, Sayoko Kinoshita,  Dominique Standaert, Ntshavheni Wa Luruli[8]
  - Spezialpreis des Deutschen Kinderhilfswerks: Lilla grisen flyger – Regie: Alicja Jaworski[9]
  - Lobende Erwähnungen: The Little Things – Regie: Reina Webster und Skeleton Woman – Regie: Edith Pieperhoff
- 2006
  - Spezialpreis des Deutschen Kinderhilfswerks: Wei xiao der yu – Regie: C. Jay Shih, Alan I. Tuan, Polian Ling[10]
  - Lobende Erwähnung: Vika – Regie: Tsivia Barkai
- 2007
  - Jurymitglieder: Andreas Steinhöfel, Sitora Alieva, Justin Johnson, Leontine Petit und Reza Bagher[11]
  - Spezialpreis des Deutschen Kinderhilfswerks: Land gewinnen  – Regie: Marc Brummund[12]
  - Lobende Erwähnung: Drengen i kufferten – Regie: Esben Toft Jacobsen
- 2008
  - Jurymitglieder: Anna Justice, Yasmin Ahmad, Antonia Ringbom, Omri Levy[13]
  - Spezialpreis des Deutschen Kinderhilfswerks: Min morbror tyckte mycket om gult  – Regie: Mats Olof Olsson[14]
  - Lobende Erwähnung: POST! – Regie: Christian Asmussen, Matthias Bruhn
- 2009
  - Jurymitglieder: Roshanak Behesht Nedjad, Dana Nechushtan, Greg Childs, Petr Koliha, Stephen Lance[15]
  - Spezialpreis des Deutschen Kinderhilfswerks: Oh, My God!  – Regie: Anne Sewitsky[16]
  - Lobende Erwähnung: Jerrycan – Regie: Julius Avery

### 2010er Jahre
- 2010
  - Jurymitglieder: Hana Makhmalbaf, Philippe Falardeau, Kylie du Fresne, Margret Albers, Rowan O’Neill[17]
  - Spezialpreis des Deutschen Kinderhilfswerks: Apollo – Regie: Felix Gönnert[18]
  - Lobende Erwähnung: The Six Dollar Fifty Man – Regie: Mark Albiston, Louis Sutherland
- 2011
  - Jurymitglieder: Mabel Cheung, Taika Waititi, Felix Gönnert, Rachel Perkins, Jonathan Davis[19]
  - Spezialpreis des Deutschen Kinderhilfswerks: Land Of The Heroes  – Regie: Sahim Omar Kalifa[20]
  - Lobende Erwähnung: Dimanche – Regie: Patrick Doyon
- 2012
  - Jurymitglieder: Mark Cousins, Frieder Schlaich, Marité Ugas, Maxine Williamson[21]
  - Spezialpreis des Deutschen Kinderhilfswerks: Bino – Regie: Billie Pleffer[22]
  - Lobende Erwähnung: L – Regie: Thais Fujinaga
- 2013
  - Jurymitglieder: Jan Naszewski, Rosario Garcia-Montero und Katharina Reschke[23]
  - Spezialpreis der Internationalen Jury für den Besten Kurzfilm: Cheong – Regie: Kim Jung-in[24]
  - Lobende Erwähnung: Ezi un lielpilseta – Regie: Evalds Lacis
- 2014
  - Jurymitglieder: Christian Bellaj, Boudewijn Koole und Catriona McKenzie[25]
  - Spezialpreis der Internationalen Jury für den Besten Kurzfilm: Moy lichniy losʼ – Regie: Leonid Shmelkov[26]
  - Lobende Erwähnung: el – Regie: Roland Ferge
- 2015
  - Jurymitglieder: Bettina Blümner, Tom Hern und Michal Matus[27]
  - Spezialpreis der Internationalen Jury für den Besten Kurzfilm: Giovanni en het waterballet – Regie: Astrid Bussink[28]
  - Lobende Erwähnung: Agnes – Regie: Anja Lind
- 2016
  - Jurymitglieder: Anne Kodura, Nagesh Kukunoor und Kathy Loizou[29]
  - Spezialpreis der Internationalen Jury für den Besten Kurzfilm: Semele – Regie: Myrsini  Aristidou[30]
  - Lobende Erwähnung: Aurelia y Pedro  – Regie: José Permar, Omar Robles
- 2017
  - Jurymitglieder: Fabian Gasmia, Aneta Ozorek, Yoon Ga-eun[31]
  - Spezialpreis der Internationalen Jury für den Besten Kurzfilm: Aaba – Regie: Amar Kaushik[32]
  - Lobende Erwähnung: Sabaku – Regie: Marlies van der We
- 2018
  - Jurymitglieder: Amanda Duthie, Sanna Lenken und Carla Simón[33]
  - Spezialpreis der Internationalen Jury für den Besten Kurzfilm: Jaalgedi – Regie: Rajesh Prasad Khatri[34]
  - Lobende Erwähnung: Cena d’aragoste – Regie: Gregorio Franchetti
- 2019
  - Jurymitglieder: Kamila Andini, Tilda Cobham-Hervey und Jerzy Moszkowicz[35]
  - Spezialpreis der Internationalen Jury für den Besten Kurzfilm: El tamaño de las cosas – Regie: Carlos Felipe Montoya[35]
  - Lobende Erwähnung: Pappa – Regie: Atle Blakseth, Einar Dunsæd

### 2020er Jahre
- 2020
  - Jurymitglieder: Marine Atlan, María Novaro, Erik Schmitt[36]
  - Spezialpreis der Internationalen Jury für den Besten Kurzfilm:  El nombre del hijo – Regie: Martina Matzkin[37]
  - Lobende Erwähnung: The Kites – Regie: Seyed Payam Hosseini
- 2021
  - Jurymitglieder: Jella Haase, Mees Peijnenburg, Melanie Waelde[38]
  - Spezialpreis der Internationalen Jury für den Besten Kurzfilm: Ausgesetzt für Berlinale 2021[39]
- 2022
  - Jurymitglieder: Daniele Cajías, Nicola Jones, Samuel Kishi Leopo[40]
  - Spezialpreis der Internationalen Jury für den Besten Kurzfilm: Gavazn – Regie: Hadi Babaeifar
  - Lobende Erwähnung: Vancouver – Regie: Artemis Anastasiadou
- 2023[41]
  - Spezialpreis der Internationalen Jury für den Besten Kurzfilm: Waking Up in Silence – Regie: Mila Zhluktenko und Daniel Asadi Faezi
  - Lobende Erwähnung: Xiaohui he ta de niu – Regie: Xinying Lao

- 2024
  - Jurymitglieder: Amjad Abu Alala, Banafshe Hourmazdi und Ira Sachs
  - Spezialpreis der Internationalen Jury für den Besten Kurzfilm: A Summer’s End Poem – Regie: Lam Can-zhao
  - Lobende Erwähnung: Uli – Regie: Mariana Gil Ríos

- 2025
  - Jurymitglieder: Emma Branderhorst, Aslı Özarslan und Ikoro Sekai
  - Spezialpreis der Internationalen Jury für den Besten Kurzfilm: Autokar – Regie: Sylwia Szkiłądź
  - Lobende Erwähnung: Akababuru: Expresión de asombro – Regie: Irati Dojura Landa Yagarí